# Lago Wateree
El lago Wateree es un embalse en el centro-norte del estado estadounidense de Carolina del Sur. Ocupa un área de 50 km² y una ribera de 389 km. El río que lo alimenta, por el norte, es el río Catawba, y del lago Wateree hacia el sur fluye el mismo río, pero ahora con otro nombre, el río Wateree.
Su nombre, al igual que el del río, procede de la tribu amerindia ahora extinguida de los  Wateree, que vivieron en el área hasta que fueron desalojados por los colonos europeos.